# Jewett W. Adams
Jewett William Adams (ur. 6 sierpnia 1835 w South Hero, zm. 18 czerwca 1920 w San Francisco) – amerykański polityk, czwarty gubernator stanu Nevada. Należał do Partii Demokratycznej.
Jewett William Adams urodził się w South Hero w stanie Vermont. Po wybuchu gorączki złota wyjechał do Kalifornii. Pracował w kopalni i dorobił się własnego sklepu przed wyruszeniem do Nevady w 1864 roku.
Sprawował urząd zastępcy gubernatora przez dwie kadencje. W 1882 roku wybrany gubernatorem. Po jednej kadencji objął stanowisku dyrektora Mennicy Stanów Zjednoczonych w Carson City.
W 1915 roku, Adams razem z rodziną, wyjechał do San Francisco, tam też zmarł.